# Respiro
 (mars 2022).
Si vous disposez d'ouvrages ou d'articles de référence ou si vous connaissez des sites web de qualité traitant du thème abordé ici, merci de compléter l'article en donnant les références utiles à sa vérifiabilité et en les liant à la section « Notes et références ».
Pour plus de détails, voir Fiche technique et Distribution.
Respiro est un film italo-français réalisé par Emanuele Crialese, sorti en 2002.
Le film débute alors qu'à Lampedusa, une île de pêcheurs au large de la Sicile, la vie suit son cours paisiblement. Grazia, jeune mère de trois enfants, est une femme excentrique et indépendante qui veut rendre son entourage heureux, à commencer par sa famille. Cependant, certaines personnes du village n'apprécient pas son comportement, ce qui amènera ses proches à vouloir l'interner dans un hôpital psychiatrique. 

## Synopsis
Lampedusa, en été. Grazia est une femme à l’esprit libre, mariée à Pietro, pêcheur, et mère de trois enfants : Marinella, Pasquale et Filippo. Cependant, Grazia, réprimée par l’environnement dans lequel elle vit, est victime d’une forme de dépression qui lui cause des sautes d’humeur régulières ainsi que des comportements incompris par la plupart de ses compatriotes. En effet, beaucoup d’entre eux conseillent à Pietro de la faire transférer dans un hôpital psychiatrique à Milan. La seule personne qui semble être proche de l’état d’esprit de Grazia est Pasquale, son deuxième enfant, qui tient pratiquement le rôle de parent envers elle.
Un jour, persuadé que l’un des deux chiens de Grazia est dangereux, Pietro le tue, à la suite de quoi Grazia libère impulsivement tous les chiens sauvages du chenil de l’île. Après la panique provoquée par les chiens et l’abattage qui s’ensuit, les habitants demandent à Pietro de réagir face à la folie de sa femme. Il parle alors à Grazia de la possibilité d’un internement à Milan, mais celle-ci s’enfuit et décide de se cacher dans une grotte sur un récif, où Pasquale lui apportera chaque jour de la nourriture et des vêtements propres.
Pendant ce temps, Pietro et les autres habitants de l’île se mettent à sa recherche, et Pasquale laisse l’une de ses robes sur une falaise pour faire croire à tous qu’elle est morte. Retrouvant la robe, qui est la même que celle qu’elle portait le jour de sa disparition, Pietro reste persuadé qu’elle est encore vivante et continue sa recherche, à la différence des autres habitants qui pensent qu’elle est morte. Au moment où il a perdu tout espoir, Pietro aperçoit sa femme en train de nager alors qu’il plonge d’un rocher.
Le 24 août, jour du saint patron de l’île, tous les habitants se réunissent sur une plage pour allumer les bûchers qui lui sont dédiés et à ce moment-là, Pietro retrouve sa femme en nageant dans la mer. Pensant qu’il s’agit d’un miracle, tous les habitants se réunissent autour d’eux pour les protéger.

## Fiche technique
- Titre : Respiro
- Réalisation : Emanuele Crialese
- Scénario : Emanuele Crialese
- Musique : Andrea Guerra et John Surman (Nestor's Saga)
- Montage : Didier Ranz
- Photographie : Fabio Zamarion
- Son : Pierre-Yves Lavoué
- Direction artistique : Beatrice Scarpato
- Costumes : Eva Coen
- Production : Raphaël Berdugo, Domenico Procacci et Anne-Dominique Toussaint
- Sociétés de production : Fandango, Les Films des Tournelles et Roissy Films, avec la collaboration de Medusa Film et Tele+, la participation de TPS Cinéma et le soutien du Fonds Eurimages du Conseil de l'Europe
- Sociétés de distribution : Roissy Films (international) ; Pan-Européenne Édition (France)
- Pays d'origine :  Italie et  France
- Langues originales : italien et sicilien
- Genre : drame
- Format : couleurs - 1,85:1  - 35 mm- DTS
- Durée : 95 minutes
- Dates de sortie :
  - Italie : 22 mai 2002
  - France : 1er janvier 2003
- Date de sortie DVD : 20 août 2003[Où ?]

## Distribution
- Valeria Golino : Grazia
- Vincenzo Amato : Pietro
- Francesco Casisa : Pasquale
- Veronica D'Agostino : Marinella
- Filippo Pucillo : Filippo
- Muzzi Loffredo : La grand-mère
- Elio Germano : Pier Luigi
- Avy Marciano : Olivier
- Bassam Habib: La Mosca
- Vincenzo Barreca : Cefalo

## Choix de la distribution
Valeria Golino (Grazia) est la seule actrice professionnelle à participer au film, menant alors une carrière internationale, tout en vivant entre l'Italie et les États-Unis. Le reste du casting est presque entièrement constitué d'habitants de Lampedusa, afin de conserver l’authenticité du lieu, à travers la langue, l’atmosphère, le physique et les attitudes des habitants de l’île. Seul le jeune homme qui incarne Pasquale a été repéré par Emanuele Crialese dans un café, tandis qu'il servait des boissons.
Quant à Vincenzo Amato (Pietro), il était sculpteur et voisin d’Emanuele Crialese lorsque celui-ci vivait à New York. Il s’agit de son second film en tant qu’acteur, le premier étant Once We Were Strangers du même réalisateur.

## Autour du film

### Une légende réelle
L’histoire est inspirée d’un fait réel, à savoir une légende selon laquelle une femme excentrique repoussée par la communauté de l’île aurait disparu pendant un certain temps pour fuir un internement en hôpital psychiatrique, puis réapparut miraculeusement à la suite des prières des habitants pleins de remords, qui l’ont alors totalement acceptée telle qu’elle était.

### Néo-réalisme
Ce film s'inscrit dans la tradition néo-réaliste italienne, à savoir qui se veulent se rapprocher le plus de la réalité.
Le réalisateur Emanuele Crialese a vécu sur l’île pendant plusieurs mois, et c'est à la suite de ce long séjour que l'idée du film a germé. Il a donc pu, avant le début du tournage, discuter avec les habitants et s’imprégner de leurs accents, leurs coutumes et leur rythme de vie. Certains aspects qui peuvent paraître paradoxaux dans le film sont donc bien présents dans la réalité du village de Lampedusa. 
De plus, le scénario a été d’abord écrit sans aucun dialogue. Ceux-ci ont été ajoutés par la suite afin de garder le naturel du dialecte local.
Pour rassembler le tout, Emanuele Crialese ne s’est pas limité à filmer et décrire la vie de l’île, mais il a aussi représenté les couleurs, la luminosité et l’aridité du lieu à travers ses images.  

## Accueil critique
Le film a reçu une critique généralement positive par la presse des pays dans lequel il est sorti. Il a beaucoup rappelé le film néo-réaliste du même genre La terre tremble (1948), qui traite de la misère des pêcheurs siciliens après la deuxième guerre mondiale, et qui fut tourné également avec des acteurs non professionnels et en langue sicilienne. Selon Pascal Mérigeau, dans Le Nouvel Observateur, « c'est alors comme un retour du cinéma italien aux sources du néoréalisme. Si Respiro fait songer parfois à La terre tremble, en moins tragique, en plus ensoleillé, en plus rieur avant que le drame ne s'empare du film, la Sicile n'explique pas tout ».

## Analyse
D’après l’analyse de Respiro par Aurélien Portelli, ce film a voulu représenter une approche des comportements humains, et plus précisément un phénomène de modernité au fin fond de la Méditerranée. L’intrigue nous met directement dans l’atmosphère du film qui veut montrer un rapport de conflit entre une femme moderne et indépendante qui s’affirme et une société insulaire soumise à des modes de régulation mais cependant justifiés, où la vie quotidienne est organisée autour de trois mondes distincts : les hommes, les femmes et les enfants. Dans un tel environnement, cette personnalité s’étouffe intérieurement mais est aussi rejetée par la société qui ne l’accepte pas telle qu’elle est et finit par l’exclure. Elle a ainsi besoin de retrouver un second souffle, d’où le titre du film Respiro (« Souffle » en italien).
Petit à petit, le scénario mène ces acteurs à une déstabilisation qui débouchera sur une remise en question de la communauté de l'île et de tous ses habitants, suivie d’un passage obligé vers sa modernisation.

## Distinctions

### Récompenses
- 2003 - David di Donatello
  - Meilleur producteur pour Domenico Procacci
- 2003 - Ischia Film Festival
  - Meilleur film pour Emanuele Crialese
- 2002 - Festival de Cannes
  - Grand Prix de la Semaine de la Critique pour Emanuele Crialese
  - Prix de la Jeune critique pour Emanuele Crialese
  - Prix du public pour Emanuele Crialese
- 2002 - Nastri d'argento
  - Meilleure actrice dans un rôle principal pour Valeria Golino
- 2002 - Castellinara International Festival of Young Cinema 
  - Three Castles pour Emanuele Crialese
- 2002 - Festival Cinématographique d'Automne de Gardanne
  - Prix du public pour Emanuele Crialese
- 2002 - Festival international du film d'amour de Mons
  - Meilleure actrice pour Valeria Golino
- 2002 - Bratislava International Film Festival
  - Mention spéciale pour Emanuele Crialese
- 2002 - Sulmonacinema Film Festival
  - Meilleur film pour Emanuele Crialese
  - Meilleure actrice pour Valeria Golino

### Nominations et sélections
- 2006 - Festival Chrétien du cinéma 
  - Hors-compétition - Longs-métrages pour Emanuele Crialese
- 2004 - Festival de Cannes
  - Meilleur film de l'Union Européenne pour Emanuele Crialese
- 2003 - European Film Awards
  - Prix du public de la meilleure actrice pour Valeria Golino
  - Prix du public de la meilleure mise en scène pour Emanuele Crialese
- 2002 - Nastri d'argento
  - Meilleur scénario pour Emanuele Crialese
- 2002 - Festival international du film d'amour de Mons
  - Prix du public pour Emanuele Crialese
- 2002 - Bratislava International Film Festival
  - Grand Prix pour Emanuele Crialese
- 2002 - European Film Awards
  - Prix Fassbinder pour Emanuele Crialese